# جوزيف هوارد
جوزيف هوارد (بالإنجليزية: Joseph Howard)‏ (و. 1862 – 1925 م) هو سياسي، من مالطا، ولد في البلدة، توفي في مالطا، عن عمر يناهز 63 عاماً.